# Верещагин, Николай Кузьмич
Николай Кузьмич Верещагин (21 ноября 1908, Череповецкий уезд, Новгородская губерния — 27 октября 2008, Санкт-Петербург) — советский и российский зоолог, палеонтолог, биолог-охотовед, специалист в области мамонтологии, доктор биологических наук (1954), профессор (1970), заслуженный деятель науки Российской Федерации.

## Биография
Николай Кузьмич родился 21 ноября 1908 года в деревне Пертовка Новгородской губернии (ныне в Вологодской области), которая, по его словам, «была и жила до 1939 года на правом берегу реки Шексны, километров 35 ниже города Череповца», а затем была затоплена водами Рыбинского водохранилища. Он является потомком дворянского рода Верещагиных, внуком изобретателя вологодского масла Николая Васильевича Верещагина.
С юных лет будущий учёный увлекался охотой и, по его собственным словам, в возрасте 9 лет ходил на охоту за 8-10 километров.
В 1924 году Верещагин окончил Череповецкий педагогический техникум, а затем Московский зоотехнический институт. В период с 1930 по 1935 годы он работал заведующим опытными зверофермами в Московской области и научным сотрудником НИИ пушного хозяйства и пантового оленеводства, затем в течение года был сотрудником ленинградского Арктического института.
В 1936—1948 годах был научным сотрудником Института зоологии Азербайджанского филиала Академии наук СССР, где в 1939 году защитил кандидатскую диссертацию. Во время работы в Институте зоологии Николай Кузьмич преподавал в Бакинском университете, а в годы Великой Отечественной войны был мобилизован на Азербайджанскую противочумную станцию.
В 1948 году Верещагин защитил докторскую диссертацию в ленинградском Зоологическом институте, а в 1970 году получил учёное звание профессора. С 1970 года он занимался исследованием палеофауны Арктики, изучал кладбище мамонтов на реке Берелёх и мамонтёнка Диму, являлся председателем комитета по исследованию мамонтов при президиуме Академии наук СССР.
В последние годы являлся почётным председателем Мамонтового комитета Российской академии наук.
До последних дней жизни Николай Кузьмич был активен: в 99 лет съездил в экспедицию в Кению на «бескровное сафари», занимался научной работой.

## Научные труды
Всего учёный написал около 500 исследовательских работ, опубликованных не только в журналах и сборниках научных трудов, но и самостоятельными изданиями, среди которых «Записки палеонтолога. По следам предков», «Зоологические путешествия», «Млекопитающие Кавказа», «Почему вымерли мамонты» и другие.

### Книги
- Верещагин Н. К. Млекопитающие Кавказа: История формирования фауны. — М.; Л.: Изд-во АН СССР, 1959. — 704 с.
- Макридин В. П., Верещагин Н. К. и др. Крупные хищники и копытные звери. — М.: Лесная промышленность, 1978. — 304 с. — 35 000 экз.
- Верещагин Н. К., Русаков О. С. Копытные Северо-Запада СССР: история, образ жизни и хозяйственное использование. — Л.: Наука, 1979. — 312 с. — 1700 экз.
- Верещагин Н. К. Почему вымерли мамонты. — Л.: Наука, 1979. — 200 с. — 50 000 экз.
- Верещагин Н. К. Записки палеонтолога: По следам предков / Отв. ред. акад. В. Е. Соколов. — Л.: Наука, 1981. — 168 с. — (Человек и окружающая среда). — 100 000 экз.
- Верещагин Н. К. Зоологические путешествия. — Л.: Наука, 1986. — 200 с. — (Человек и окружающая среда). — 73 000 экз.
- Верещагин Н. К. От ондатры до мамонта: Путь зоолога. — СПб.: Астерион, 2002. — 336 с. — ISBN 5-94856-005-8.

## Награды и звания
- орден Трудового Красного Знамени[9]
- звание Заслуженного деятеля науки Российской Федерации (1997) — за заслуги в научной деятельности;[10]
- почётный академик Петровской академии[1]
- лауреат Московского общества испытателей природы[1]

## Память
- в Хатанге с 1999 года действует музей имени профессора Верещагина[9]
- в 2008 году к 100-летию Николая Кузьмича 12-й телевизионный канал города Череповца выпустил фильм об учёном[9].
- В честь ученого назван подвид пещерного льва — Восточно-сибирский лев (лит. Panthera leo vereshchagini).